# Museo della vite e del vino (Castel del Piano)
Il Museo della vite e del vino è un museo situato nella frazione di Montenero d'Orcia, nel comune di Castel del Piano (GR).

## Storia
Il museo è stato inaugurato nel maggio del 2002 grazie ad un progetto finanziato dal programma Leader II della Comunità montana Amiata Grossetano, come parte fondamentale della "Strada del vino Montecucco e sapori d'Amiata". Dal 2005 fa parte del Sistema museale Amiata grossetano, così come del circuito provinciale Musei di Maremma.

## Edificio
Il museo è allestito nella piazza centrale del paese, all'interno dei locali dei vecchi magazzini della vecchia fattoria appartenuta alla famiglia Avanzati dal 1848 agli anni cinquanta del XX secolo, oggi adibita in buona parte ad abitazioni. L'edificio si presenta a forma di ferro di cavallo e notevolmente modificato per ristrutturazioni successive che ne hanno alterato l'aspetto originario. Nella piazza, che costituiva un tempo l'aia della fattoria, è situata una pregevole fontana in travertino.

## Sale espositive
Il percorso si articola in due piccole sale che illustrano, tramite pannelli esplicativi e strumenti da lavoro, la storia del vino e l'evoluzione degli strumenti per la sua produzione. I nove pannelli che compongono il percorso museale si propongono di informare il visitatore su svariati argomenti che vedono la storia del vino intrecciarsi con quella locale della Maremma e del monte Amiata. Il primo pannello fornisce alcuni cenni storici sull'origine della vite; il secondo sul rapporto tra la vite e l'uomo, sin dai tempi più remoti; il terzo riassume la storia della fondazione Ente Maremma e le vicende della riforma fondiaria; il quarto e il quinto illustrano i sistemi antichi e moderni per la vendemmia; il sesto è dedicato ai vitigni e alle principali specie del genere Vitis; il settimo e l'ottavo sono incentrati sulla qualità del vino fino ad una rassegna dei vini DOC e DOCG della Toscana; l'ultimo pannello invece è dedicato alla castagna e all'olio, e al loro ruolo nell'alimentazione dell'uomo.
Tra i pezzi più interessanti del museo si segnala un pigiauva, torchio a vite in legno di quercia donato dalla comunità di Petricci, risalente al XVIII secolo e utilizzato per la spremitura sino al 1910.
Dal museo è possibile prenotare la visita per gli itinerari naturalistici al Vigneto Museo, nei pressi di Poggi del Sasso, antica vigna franca di piede (4000 m²) antica duecento anni e curata oggi dall'Università di Pisa.